# Truncilla donaciformis
Truncilla donaciformis е вид мида от семейство Unionidae. Видът не е застрашен от изчезване.

## Разпространение и местообитание
Разпространен е в Канада, Мексико (Нуево Леон и Тамаулипас) и САЩ (Айова, Алабама, Аризона, Вирджиния, Джорджия, Западна Вирджиния, Илинойс, Индиана, Канзас, Кентъки, Луизиана, Минесота, Мисисипи, Мисури, Небраска, Ню Йорк, Оклахома, Охайо, Пенсилвания, Северна Каролина, Тексас, Тенеси, Уисконсин, Южна Дакота и Южна Каролина).
Обитава крайбрежията и пясъчните дъна на сладководни басейни, заливи, реки, потоци и канали.

## Описание
Популацията на вида е намаляваща.